# Angels in the Outfield (film, 1951)
Pour plus de détails, voir Fiche technique et Distribution.
Angels in the Outfield est un film américain réalisé par Clarence Brown, sorti en 1951.

## Fiche technique
- Titre original : Angels in the Outfield
- Réalisation : Clarence Brown
- Production : Clarence Brown
- Société de production et de distribution : MGM
- Scénario : Dorothy Kingsley et George Wells d'après une histoire de Richard Conlin
- Musique : Daniele Amfitheatrof et Edward H. Plumb (non crédité)
- Photographie : Paul Vogel
- Montage : Robert Kern
- Direction artistique : Edward C. Carfagno et Cedric Gibbons
- Décorateur de plateau : Hugh Hunt et Edwin B. Willis
- Pays de production : États-Unis
- Format : Noir et blanc - 35 mm - 1,37:1 - Son : Mono (Western Electric Sound System)
- Genre : Comédie
- Durée : 99  minutes
- Dates de sortie : 
  - États-Unis : 7 septembre 1951 (Pittsburgh), 19 octobre 1951 (sortie nationale)

## Distribution
- Paul Douglas : Aloysius X. 'Guffy' McGovern
- Janet Leigh : Jennifer Paige
- Keenan Wynn : Fred Bayles
- Donna Corcoran : Bridget White
- Lewis Stone : Commissaire du baseball Arnold P. Hapgood
- Spring Byington : Sœur Edwitha
- Bruce Bennett : Saul Hellman
- Marvin Kaplan : Timothy Durney
- Ellen Corby : Sœur Veronica
- Jeff Richards : Dave Rothberg
- John Gallaudet : Joe Reynolds
- King Donovan : Mack McGee
- Don Haggerty : Rube Ronson
- Paul Salata : Tony Minelli
- Fred Graham : Chunk (entraîneur)
- Bing Crosby : Lui-même (non crédité)
- Joe DiMaggio : Lui-même (non crédité)